# Статистическая значимость
В статистике величину (значение) переменной называют статисти́чески зна́чимой, если мала вероятность случайного возникновения этой или ещё более крайних величин. Здесь под крайностью понимается степень отклонения тестовой статистики от нуль-гипотезы.
Разница называется статистически значимой, если появление имеющихся данных (или ещё более крайних данных) было бы маловероятно, если предположить, что эта разница отсутствует; это выражение не означает, что данная разница должна быть велика, важна, или значима в общем смысле этого слова.
Общая картина проблемы такова: дана выборка из некоторого пространства {\displaystyle \Omega } элементарных событий (например, список пациентов, прошедших обследование на некоторую болезнь) и, возможно, значения на этой выборке некоторых переменных (функций от {\displaystyle \omega \in \Omega }, например — возраст пациента, интенсивность курения, количество часов физических упражнений и т. п.). Вероятностное распределение на {\displaystyle \Omega } не известно, а, наоборот, является здесь главным объектом поиска.
Различные гипотезы соответствуют различным возможным вероятностным распределениям на {\displaystyle \Omega }. Точный смысл термина «гипотеза» — набор утверждений, который содержит полное описание некоторого вероятностного распределения.

### Проверка гипотезы
Проверка гипотезы {\displaystyle H} (задающей вероятностное распределение {\displaystyle P_{H}}) состоит в следующем. Выбирается событие {\displaystyle S\subset \Omega } (называемое статистическим критерием), которое (по каким-либо соображениям) «почти несовместимо» с гипотезой {\displaystyle H} в том смысле, что условная вероятность {\displaystyle P_{H}(S)} события {\displaystyle S} (при условии, что гипотеза {\displaystyle H} верна) не превышает какого-то малого (по сравнению с единицей) числа {\displaystyle \alpha }, называемого уровнем значимости: {\displaystyle P_{H}(S)\leq \alpha }. Затем проводится опыт. Если событие {\displaystyle S} происходит, то гипотеза {\displaystyle H} отвергается (говорят, что наблюдается отклонение от гипотезы на уровне значимости {\displaystyle \alpha }). В противном случае, гипотеза не отвергается (однако никакой метод статистики, ни даже науки в целом, не может «окончательно доказать» гипотезу).
Таким образом, уровень {\displaystyle \alpha } значимости теста — вероятность отклонить гипотезу {\displaystyle H}, если на самом деле она верна (решение известное как ошибка первого рода, или ложноположительное решение).
Популярными уровнями значимости являются 10 %, 5 %, 1 %, и 0,1 %.
Различные значения α-уровня имеют свои достоинства и недостатки. Меньшие α-уровни дают бо́льшую уверенность в том, что уже установленная альтернативная гипотеза значима, но при этом есть больший риск не отвергнуть ложную нулевую (или отвергнуть истинную альтернативную) гипотезу (ошибка второго рода, или «ложноотрицательное решение»), и таким образом меньшая статистическая мощность. Выбор α-уровня неизбежно требует компромисса между значимостью и мощностью, и следовательно между вероятностями ошибок первого и второго рода.
При использовании тестов на статистическую значимость нужно иметь в виду, что тест вовсе не дает оснований для принятия гипотезы.